# Kevin Larrea
Kevin Axel Alzamendi Larrea, noto semplicemente come Kevin Larrea (Paysandú, 19 aprile 1996), è un calciatore uruguaiano, portiere del Cerro.

## Carriera
Ha esordito in Primera División Profesional il 4 settembre 2016 disputando con il Boston River l'incontro vinto 5-1 contro il River Plate (M).